# Ugola physaroides
Ugola physaroides är en svampart som först beskrevs av Elias Fries, och fick sitt nu gällande namn av Redhead & Seifert 2001. Ugola physaroides ingår i släktet Ugola och familjen Tricholomataceae.   Inga underarter finns listade i Catalogue of Life.